# Sammen om drømmen
Sammen om drømmen (Together) is een Noorse documentairefilm uit 2017 over het duo Marcus & Martinus door Daniel Fahre. Buiten de Scandinavische landen wordt de film vaak aangeduid als "Together" naar het album van de artiest Marcus & Martinus .
De film vertelt het verhaal van Marcus & Martinus en hoe zij zich inzetten voor hun muziek. De film is gedurende het jaar 2016 opgenomen en laat vooral de jongens achter de muziek zien. Er wordt ook aandacht gegeven aan de vader, Kjell-Erik Gunnarsen die volgens het duo "onmisbaar" is en was gedurende hun stap naar beroemdheid. 
De film won in 2017 de publieksprijs van de Amandaprisen.